# Pootloze hagedissen
Pootloze hagedissen (Anniellidae) zijn een kleine familie van hagedissen.
Er zijn zes soorten, de familie is monotypisch wat betekent dat alle vertegenwoordigers behoren tot een enkel geslacht: Anniella. Pootloze hagedissen lijken uiterlijk sprekend op de soorten uit de familie hazelwormen (Anguidae), met name op de pootloze soorten uit het geslacht Anguis, waartoe ook de bekende 'gewone' hazelworm (Anguis fragilis) behoort. Lange tijd werd de familie als onderfamilie (Anniellinae) van de hazelwormen gezien.

## Uiterlijke kenmerken
Het lichaam is slangachtig en pootjes ontbreken. Pootloze hagedissen hebben geen uitwendige gehooropeningen. De maximale lengte is ongeveer 30 centimeter inclusief de staart. De schubben zijn glad en glanzend, door de gladde schubben kunnen de hagedissen beter graven. De verschillende soorten lijken op hazelwormen, maar hebben geen beenplaatjes onder de schubben. Ook ontbreekt altijd een huidplooi aan de onderzijde van de flanken die hazelwormen vaak wel hebben.
Op het midden van het lichaam zijn 24 tot 32 lengterijen schubben aanwezig. Het aantal schubben van de rij op het midden van de rug varieert van 188 tot 257.

## Levenswijze
Pootloze hagedissen zijn nachtactief, en graven zich overdag in. Er wordt gejaagd op kleine prooien als insecten en andere ongewervelden.
Alle soorten zijn eierlevendbarend; de vrouwtjes zetten geen eieren af maar baren levende jongen.

## Naam en indeling
De groep werd voor het eerst wetenschappelijk beschreven door George Albert Boulenger in 1885. De familie wordt ook wel Amerikaanse pootloze hagedissen genoemd naar de Engelse naam. De Nederlandstalige naam pootloze hagedissen is wat verwarrend omdat er veel meer hagedissen zijn die geen poten bezitten. Voorbeelden zijn verschillende soorten uit de families skinken, hazelwormen en gekko's.
De biologen Theodore Johnstone Papenfuss en James F. Parham hebben de verschillende soorten eens gegroepeerd volgens een ongebruikelijke indeling. De verschillende soorten werden hierbij als verschillende vormen van Anniella pulchra beschouwd en kregen een eigen letter in plaats van een soortaanduiding. Deze indeling is opgenomen in de soortenlijst maar wordt niet meer gebruikt.
Van de zes soorten zijn er vier pas in 2013 beschreven, zodat veel literatuur slechts twee soorten vermeld.

## Soorten
Het geslacht omvat de volgende soorten, met de auteur, het verspreidingsgebied en de naam volgens Theodore Johnstone Papenfuss en James F. Parham.
| Naam                                              | Auteur                   | Verspreidingsgebied                                     | Papenfuss & Parham |
| ------------------------------------------------- | ------------------------ | ------------------------------------------------------- | ------------------ |
| Anniella alexanderae                              | Papenfuss & Parham, 2013 | Verenigde Staten (Californië)                           | A. p. lineage B    |
| Anniella campi                                    | Papenfuss & Parham, 2013 | Verenigde Staten (Californië)                           | A. p. lineage D    |
| Geronimo's hazelworm (Anniella geronimensis)      | Shaw, 1940               | Mexico (Baja California)                                | geen               |
| Anniella grinnelli                                | Papenfuss & Parham, 2013 | Verenigde Staten (Californië)                           | A. p. lineage C    |
| Californische pootloze hagedis (Anniella pulchra) | Gray, 1852               | Mexico (Baja California), Verenigde Staten (Californië) | A. p. lineage A    |
| Anniella stebbinsi                                | Papenfuss & Parham, 2013 | Mexico (Baja California), Verenigde Staten (Californië) | A. p. lineage E    |